# Selena Rocky Malone
Selena Malone, detta "Rocky" (... – Rockhampton, 22 maggio 2017), è stata un'attivista aborigena australiana per i diritti LGBQTI. È una dei fondatori di IngiLez Leadership Support Group (ILSG) e responsabile del servizio giovanile Open Doors.

## Carriera
Rocky ha iniziato la sua carriera come ufficiale di collegamento aborigeno e ufficiale di collegamento LGBTI con il servizio di polizia del Queensland.
Rocky partecipò anche a gruppi della comunità tra cui PFLAG, Dykes on Bikes, LGBTI Health Alliance e molti altri.

## Morte
Rocky è morta il 22 maggio 2017 dopo un incidente in moto a Rockhampton.

## Premi
Ha ricevuto numerosi Best Community Service Awards ai Brisbane Queen's Ball Awards per il suo lavoro con l'Open Doors Youth Service, lavorando con i giovani rischiosi LGBTI.